# Obdam
Obdam  è una località olandese situata nel comune di Koggenland, nella provincia dell'Olanda Settentrionale.